# Kultura Mađarske
Kultura Mađarske ima svoje korijene u dugoj mađarskoj povijesti, varira unutar Mađarske, počevši od glavnoga grada Budimpešte na Dunavu do Velikih nizina koje graniče s Ukrajinom. 
Mađarska ima bogatu tradiciju narodnih obrta, primjerice: vez, ukrašenu keramiku i rezbarije. Mađarska glazba varira od rapsodija Franza Liszta i folklorne glazbe do suvremenih pjesama pod utjecajem narodne glazbe i romske glazbe. Ima bogatu i raznovrsnu književnost s mnogim pjesnicima i piscima, premda ih je malo u inozemstvu zbog ograničene učestalosti mađarskog jezika. Neki od istaknutih autora su: Sándor Márai i Imre Kertész, koji su u posljednjim desetljećima stekli priznanja. János Kodolányi bio je poznat u Italiji i Finskoj sredinom 20. stoljeća. Imre Kertész dobitnik je Nobelove nagrade za književnost 2002. Péter Esterházy je popularan u Austriji i Njemačkoj, a Magda Szabó je nedavno postala poznata i u Europi, izvan Mađarske.
U Mađarskoj se nalazi: najveća sinagoga u Europi (Velika sinagoga u Budimpešti), najveća ljekovita kupka u Europi (ljekovito kupalište Széchenyi u Budimpešti), treća najveća crkva u Europi (bazilika Esztergom), druga po veličini teritorijalna opatija na svijetu (Opatija Pannonhalma) i drugi po veličini barokni dvorac na svijetu (Gödöllő).
 
Mnogi su Mađari pridonijeli filmskoj umjetnosti i njezinoj tehnologiji, ali su zbog političkih razloga mnogi od njih smatrali da je lakše pronaći uspjeh u inozemstvu. Do 2018. godine, Mađari koji rade u Hollywoodu, a neki i u Mađarskoj, dobili su više od 148 nominacija za Oscara i oko 45 Oscara. U 1930.-im godinama bilo je već 17 mađarskih nominacija, no vrhunac je bio u desetljeću četrdesetih godina prošlog stoljeća kada su oko 51 nominaciju i 13-15 nagrada Akademije dobili Mađari. Najbolja godina bila je 1944. s 9-10 nominacija i četiri Oscara (Michael Curtiz, Paul Lukas, George Pal i William S. Darling). Broj nominiranih i nagrađenih je veći od svih ostalih naroda, po glavi stanovnika, izuzev Amerikanaca.